# Kurfurstendömet Baden
Kurfurstendömet Baden var ett kurfurstendöme i det tysk-romerska riket. Staten uppstod 1803 då Napoleon I upphöjde markgrevskapet Baden till ett kurfurstendöme och upplöstes när tysk-romerska riket upphörde 1806.